# Экштейн-Динер, Берта
Берта Экштейн-Динер (нем. Bertha Eckstein-Diener, псевдоним сэр Галахад; 18 марта 1874, Вена — 20 февраля 1948, Женева) — австрийская писательница и журналистка, активная путешественница; её книга «Матери и амазонки» (Mütter und Amazonen), как первый пример исследования в истории культуры, посвященный женщинам, считается классикой в исследованиях матриархата.

## Биография
Берта Динер родилась в семье фабриканта и обучалась в качестве «старшей дочери», то есть училась стать «хорошей домохозяйкой, женой и матерью». В 1898 году, вопреки желанию родителей, Берта вышла замуж за Фридриха Экштейна (1861—1939) — венского предпринимателя, литературоведа и психоаналитика. Экштейны арендовали виллу в Бадене, в которой они открыли салон: среди их гостей были Петер Альтенберг, Карл Краус, Адольф Лоз и Артур Шницлер.
В 1900 году Экштейн-Динер познакомилась с жившим на Женевском озере состоятельным доктором Теодором Беером (1866—1919), с 1903 года между ними начался роман. В 1904 году Берта оставила мужа и сына; она начала совершать свои первые долгосрочные поездки в Египет, Грецию и Англию. В 1909 году Экштейны развелись. В 1910 году Берта родила еще одного сына — Роджера Динера — чьим отцом было Беер; сына она отдала в приемную семью. Беер, потерявший свой профессиональный и социальный статус по решению суда и обнищавший в годы войны, покончил с собой в 1919 году.

## Работы
Самые известные печатные работы Берта Экштейн-Динер были опубликованы под псевдонимом «сэр Галахад»; в дополнение к своим книгам, она написала несколько эссе для газет и журналов, а также — перевела три работы американского журналиста Прентиса Малфорда (1834—1891).
- Im Palast des Minos. Albert Langen, München 1913 (2. Auflage, 1924)
- Die Kegelschnitte Gottes. Roman, Albert Langen, München 1921 (2. Auflage 1926, 3. Auflage 1932)
- Idiotenführer durch die russische Literatur. Gewidmet dem Rückgrat der Welt. Albert Langen, München 1925
- Mütter und Amazonen. Ein Umriß weiblicher Reiche. Albert Langen, München 1932
- Byzanz. Von Kaisern, Engeln und Eunuchen. Tal, Leipzig und Wien 1936
- Bohemund. Ein Kreuzfahrer-Roman. Goten-Verlag Herbert Eisentraut, Leipzig 1938
- Helen Diner: Seide. Eine kleine Kulturgeschichte. Goten, Leipzig 1940 (2. Auflage 1944, 3. Auflage 1949)
- Der glückliche Hügel. Ein Richard-Wagner-Roman. Atlantis, Zürich 1943